# Kathedrale Hl. Sava (Wien)

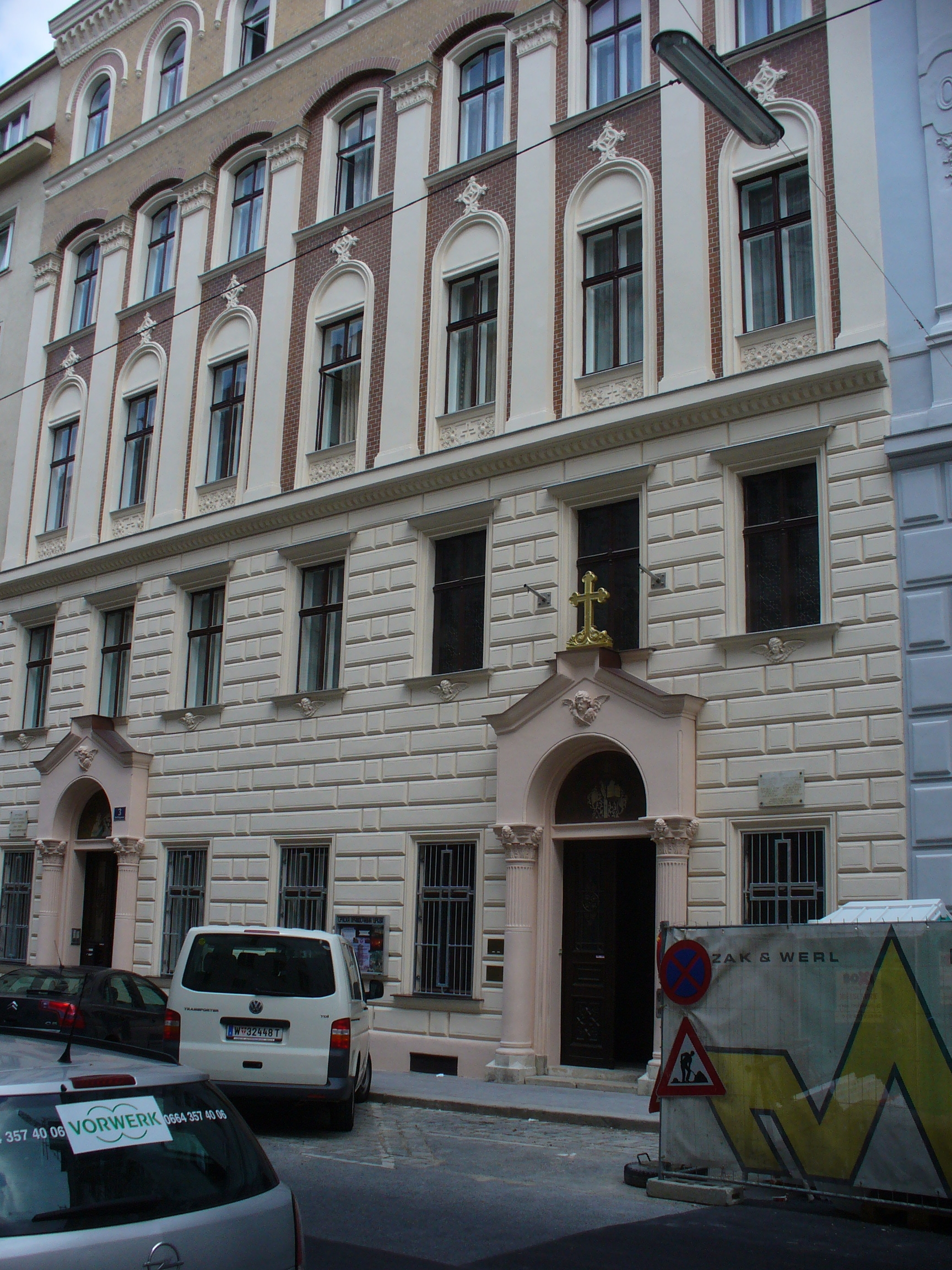
Die Serbisch-orthodoxe Kathedrale des Hl. Sava in Wien

Die Kathedrale des Hl. Sava (serbisch: Саборна црква светог Саве Српског, Saborna crkva Svetog Save Srpskog) ist eine serbisch-orthodoxe Kathedrale im 3. Wiener Gemeindebezirk Landstraße.
Sie ist neben der Funktion als Kathedrale auch die Pfarrkirche der Pfarreien I bis IV und der gleichnamigen Kirchengemeinde im Dekanat Ost-Österreich, der Eparchie Österreich-Schweiz der Serbisch-Orthodoxen Kirche.
Die Gemeinde geht auf eine Aufspaltung der Orthodoxen Kirchengemeinde zur heiligen Dreifaltigkeit (diejenige der späteren Griechenkirche zur Heiligen Dreifaltigkeit) zurück, in der die Streitfrage entstanden war, ob in den Gottesdiensten die serbische oder die griechische Sprache vorherrschen sollte. 1860 wurde unter Kaiser Franz Joseph I. der Sprachenstreit zugunsten der Griechen entschieden. Die Serben hingegen bekamen die Zusicherung auf eine eigene Kirche. Im gleichen Jahr wurde eine erste Kirchengemeinde zum hl. Sava gegründet, die konstatierte, dass im damaligen Wien ca. 1500 Serben orthodoxen Glaubens lebten, davon etwa 500 mit ständigem Aufenthalt in der Stadt. Mangels finanzieller Möglichkeiten wurde mit dem Bau einer Kirche jedoch erst 1890 begonnen und 1893 diese schließlich geweiht. Unter den Stiftern der Kirche fanden sich u. a. Kaiser Franz Joseph I. und der serbische König Milan I.

## Architektur
Das Kirchengebäude umfasst die Kirche im Erdgeschoß, während sich in den oberen Geschoßen eine Schule, ein Konzert- und Konferenzsaal und die Wohnungen für die Priester befinden. Als Architekt wurde Heinrich Wagner bestellt, die Ikonostase wurde einem Meister Albert anvertraut, die Ikonen und die Innenwände malte Walter Schmitt. Die äußere Fassade des Kirchengebäudes wurde im neo-byzantinischen Stil gehalten.

## Nutzung
Die Kirche befindet sich in der Veithgasse Nr. 3 im 3. Wiener Gemeindebezirk und ist mit dem Patrozinium Sava von Serbien versehen. Sie ist eine und zugleich älteste von derzeit drei serbisch-orthodoxen Kirchen in Wien (die zwei anderen sind die Kirche zur Entschlafung Mariens, 1974 im 17. Wiener Gemeindebezirk geweiht, und die Kirche zur Auferstehung Christi, 2002 im 2. Wiener Gemeindebezirk geweiht). Hl. Sava vertritt die Serbisch-orthodoxe Kirche in Österreich. Bis 2011 unterstand die Kirche und ihre Gemeinde der Diözese für Mitteleuropa mit Sitz in Himmelsthür bei Hildesheim in Deutschland. Seitdem ist sie die Kathedrale der neugegründeten Diözese Österreich-Schweiz mit Sitz in Wien.